# Sent Marçau lo Vielh
Sent Marçau lo Viélh (en francès Saint-Martial-le-Vieux) és una comuna (municipi) de França, a la regió de la Nova Aquitània, departament de la Cruesa.
La seva població al cens de 1999 era de 109 habitants. Està integrada a la Communauté de communes des Sources de la Cruesa.

## Demografia
| 1968 | 1975 | 1982 | 1990 | 1999 |
| ---- | ---- | ---- | ---- | ---- |
| 137  | 116  | 95   | 103  | 109  |

## Administració
| Període | Identitat   | Partit |
| ------- | ----------- | ------ |
| 2001-   | Jean Montel |        |